# パン (ライフゲーム)
ライフゲームにおけるloaf (パン（bread）の一形態。en:Loafを参照) とは、7ピクセルの固定物体である。

## 生成

### 小さいパターンからの生成
| ⬜️⬜️⬜️⬜️⬜️ ⬜️⬛️⬛️⬜️⬜️ ⬜️⬜️⬛️⬛️⬜️ ⬜️⬜️⬜️⬛️⬜️ ⬜️⬜️⬜️⬜️⬜️ | ⬜️⬜️⬜️⬜️⬜️ ⬜️⬛️⬜️⬜️⬜️ ⬜️⬛️⬛️⬛️⬜️ ⬜️⬜️⬜️⬜️⬜️ |

## グライダーとの衝突
グライダーと衝突する例を2つ挙げる。
これはパンの向きが反対になる。パンの後ろに適切な物体を設置することで、イーターの亜種を作り出せる。
これは消滅する。